# مارك سميث (لاعب كرة قدم أمريكية)
مارك سميث (بالإنجليزية: Mark Smith)‏ هو لاعب كرة قدم أمريكية أمريكي، ولد في 28 أغسطس 1974 في فيكسبيرغ في الولايات المتحدة.

## وصلات خارجية
- مارك سميث على موقع مرجع كرة القدم المحترفة.كوم (الإنجليزية)